# Sekigahara (Gifu)
Sekigahara (関ケ原町, Sekigahara-chō) est un bourg du district de Fuwa, dans la préfecture de Gifu, au Japon.

## Géographie

### Démographie
Au 1er juin 2019, la population de Sekigahara s'élevait à 6 848 habitants répartis sur une superficie de 49,29 km2.

## Histoire
La bataille de Sekigahara se déroula dans ce lieu en 1600.

## Patrimoine culturel
Sekigahara possède un musée en plein air consacré aux œuvres du sculpteur Pierre Székely.